# Salmophasia untrahi
Salmophasia untrahi е вид лъчеперка от семейство Шаранови (Cyprinidae). Видът не е застрашен от изчезване.

## Разпространение и местообитание
Разпространен е в Индия (Андхра Прадеш, Карнатака, Махаращра, Ориса, Тамил Наду и Чхатисгарх).
Обитава сладководни басейни и реки.

## Описание
На дължина достигат до 20 cm.
Популацията на вида е стабилна.